# Acamant (fill d'Antènor)
Segons la mitologia grega, Acamant (grec antic: Ἀκάμας, llatí: Acamas) va ser un heroi troià fill d'Antènor i Teano. Era un dels dirigents de les tropes dardànies que van lluitar contra els aqueus a la guerra de Troia.
Acamant era un príncep traci que vivia a Troia amb els seus pares, el noble dardani Antènor i la sacerdotessa Teano, ambdós reis de Tràcia. Acamant tenia una família molt nombrosa, ja que els seus pares van tenir una dotzena de fills.
Quan va esclatar la guerra de Troia, Acamant es va unir al seu germà gran Arquelau i al seu parent el príncep Enees i entre els tres van prendre la direcció d'una de les cinc divisions de les tropes dardànies que van arribar a Troia. Existeixen dues versions de la seva mort. A la Ilíada s'esmenta que fou mort per Meríones, mentre que Quint d'Esmirna assenyalava Filoctetes com qui el va matar. Quan el seu germà va ser mort per Àiax, Acamant, per venjar-lo, va poder matar Pròmac, el beoci.